# Escultures de Porcuna
Amb el nom d'escultures de Porcuna es coneix un conjunt d'escultures ibèriques que daten de la primera meitat del segle v aC realitzades en pedra calcarenita blanca de gra fi coneguda com a «pedra de Santiago de Calatrava». El grup escultòric procedeix del jaciment de Cerrillo Blanco (Porcuna, Jaén), excavat des de 1975.

## Descripció

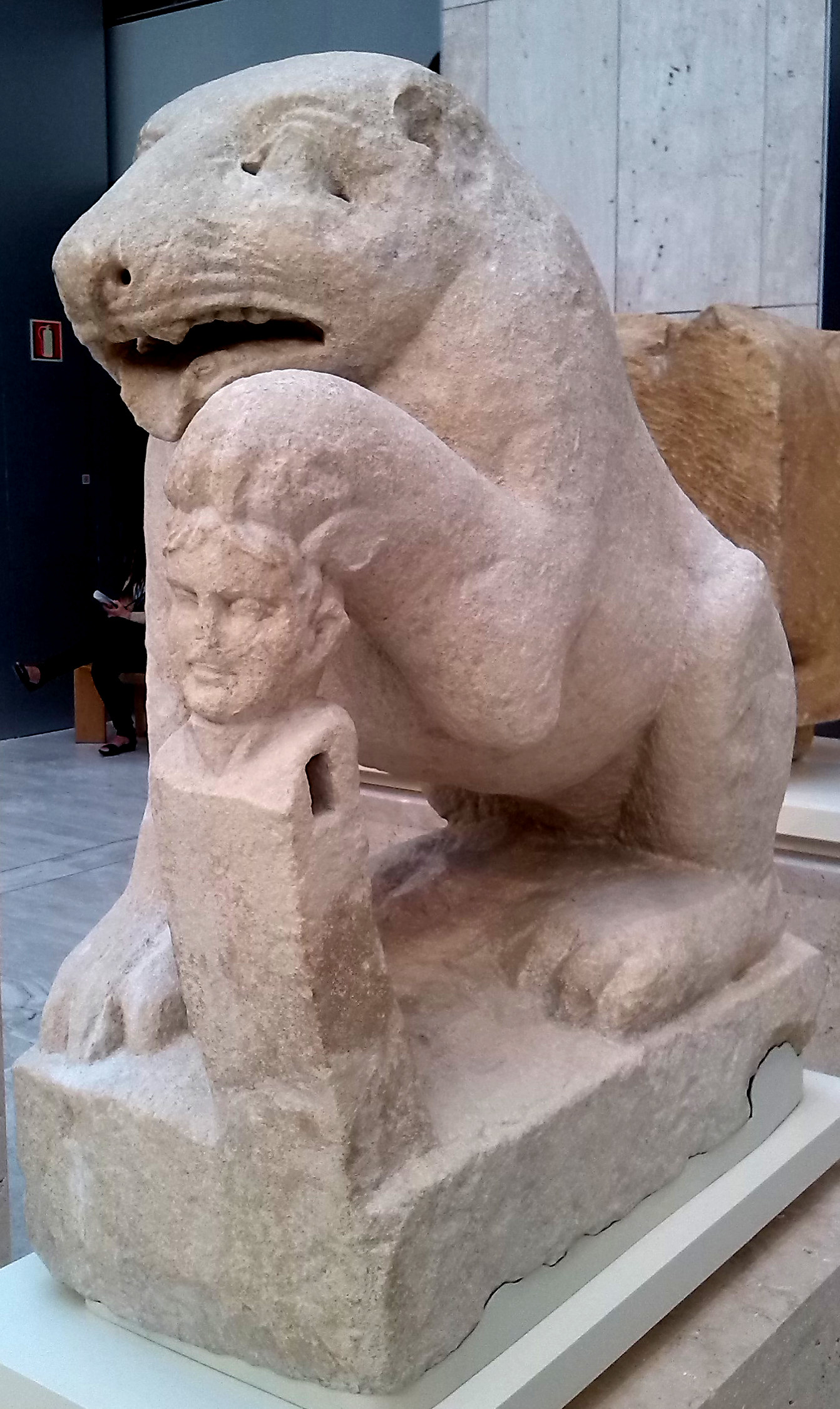
Os de Porcuna, (MAN)

Les reproduccions dels més importants originals s'exposen al Museu Arqueològic de Jaén. Les escultures van ser destruïdes i els fragments es van enterrar poc després del 400 aC, que constitueix la data davant quem de la seva realització. De 1975 data la troballa de les escultures del Cerrillo Blanco de Porcuna, les excavacions del qual es van perllongar fins a 1979. La restauració i recomposició dels fragments que componen les escultures va ser empresa per Juan González Navarrete i continuada per Iván Negueruela.
L'estil de les escultures del Cerrillo Blanco de Porcuna està emparentat amb el del final de l'escultura grega arcaica i el començament del període clàssic, particularment relacionat amb els artistes de Focea.
El jaciment correspon a la ciutat ibèrica d'Obulco, corresponent al poble túrdul i situada en l'eix principal de comunicació dels ibers, la via Heraclea.
L'estil d'aquest conjunt escultòric és de gran homogeneïtat, la qual cosa es deu, probablement, al treball d'un sol taller, encara que amb diversos artífexs. La major part de les estàtues són representacions de guerrers, de vegades individus batent-se o caçant, o figures investides d'autoritat cerimonial o religiosa. A vegades les figures humanes estan lluitant amb feres o animals mitològics, com succeeix en l'escultura de la Grifomaquia, en la qual un home lluita contra un griu. Finalment, n'hi ha unes altres que reprodueixen animals o criatures mitològiques individualitzades: així passa amb el lleó, el toro, l'àguila o una esfinx.
Els grups estatuaris estan fets en un sol bloc de pedra en embalum rodó, la qual cosa suposa una evolucionada concepció de la composició escultòrica, en analogia amb el sistema de representació dels frontons d'edificis i mausoleus de l'escultura grega, com als temples de Zeus a Olímpia, o el d'Afea a Egina. Bon exemple d'això és el grup format per un guerrer a cavall que fereix amb la llança un altre guerrer caigut. Per tot plegat, s'ha pensat que el treball fos dirigit per un escultor grec, la qual cosa explicaria el correcte modelatge de l'anatomia, la serenitat del rostre (visible en el Guerrer de la doble armadura, el casc de la qual reflecteix models hel·lènics), la suavitat de les arestes i el dinamisme en la representació del moviment.